# Daniel Křetínský
Daniel Křetínský (Brno, 9 de juliol de 1975) és un empresari i advocat txec, propietari i administrator delegat del grup energètic més gran d'Europa Central, EPH (Energetický a Průmyslový Holding), a més de coproprietari i president de l'equip de futbol AC Sparta Praga i accionista del diari francès Le Monde. Segons la revista Forbes, el 2020 comptava amb un patrimoni estimat d'uns 3.400 MEUR. El març de 2021, s'ha anunciat que el fons d'inversió que controla adquireix el 50% del Grup Caprabo.
Nascut el 1975 en l'aleshores Txecoslovàquia (actual Txèquia), és fill de Mojmír Křetínský, professor d'informàtica a la Universitat Masaryk, i de Michaela Židlická, advocada i jutgessa del Tribunal Constitucional txec.
Es va llicenciar en dret a la Facultat de Dret de la Universitat Masaryk i va començat a fer pràctiques en un despatx d'advocats. El 1999 va entrar com advocat a J&T, un fons d'inversions, i el 2003 en va esdevenir soci. Des del 2004 és president de l'equip de futbol AC Sparta Praga, amb un quota del 40%.
El seu nom apareix en els Papers de Panamà per la possessió d'una societat amb seu en un paradís fiscal, les Illes Verges britàniques.
El març de 2020, Jérôme Lefilliâtre, un periodista francès, va publicar Mister K, Petites et grandes affaires de Daniel Kretinsky (Les Seuil Editions), un llibre d'investigació sobre el magnat txec.